# Línea Valencia-Liria
La línea Valencia-Liria fue una línea férrea española, de ancho ibérico, cuyo trazado transcurría por la provincia de Valencia. Construida a finales del siglo XIX, en un principio buscaba conectar Valencia con las tierras de Aragón, aunque este propósito nunca llegó a materializarse y el trazado construido nunca pasó de Liria. La línea nunca fue económicamente rentable y pasó por manos de varias compañías que la gestionaron antes de ser nacionalizada en 1941.
En la actualidad el ferrocarril original se encuentra desmantelado en gran parte de su trazado. El 3 de abril de 2020 se cerró el último tramo conocido como línea Chirivella-Valencia San Isidro, que tenía una longitud de 1,9 kilómetros y era de vía única sin electrificar. La catalogación de Adif es «línea 314».

## Historia

### Construcción
El origen de este ferrocarril se encuentra en el intento de establecer una conexión ferroviaria entre Valencia y Aragón, a finales del siglo XIX. En 1880 el Estado autorizó la construcción de un ferrocarril que fuese de Valencia a Liria, otorgando un año después la concesión al ingeniero de caminos Rafael Valls David. Las obras corrieron a cargo de la llamada Compañía del Ferrocarril de Valencia y Aragón y comenzaron poco tiempo después de que se otorgara la concesión, aunque el proyecto se encontró con múltiples dificultades económicas y legales que conllevaron retrasos. No sería hasta 1889 cuando entraron en servicio los primeros tramos del ferrocarril: primero lo haría la sección Valencia-Manises, el 22 de mayo, y a continuación lo haría la sección Manises-Villamarchante, abierta al tráfico el 7 de noviembre de aquel año. En octubre de 1890 entró en servicio la sección Villamarchante-Liria, lo que supuso finalizar la primera parte del proyecto. Sin embargo, aunque en la época la prensa comentó que las obras para la sección Liria-Villar del Arzobispo comenzarían en breve, el ferrocarril nunca pasó de Liria. Además, años después la Compañía del Ferrocarril Central de Aragón emprendió la construcción de una línea que iba desde Calatayud a Teruel, Segorbe, Sagunto y Valencia, la cual quedó completada en 1901.

### Explotación y evolución
Cuando entró en servicio la línea, en 1890, el servicio era de cinco trenes al día en cada sentido, que realizaban el recorrido Valencia-Liria en una hora y cuarto. En la capital valenciana se construyó la llamada estación de Valencia-Cuarte, situada en la calle Cuarte Extramuros y situada entonces a cierta distancia del casco urbano. Para la circulación la compañía propietaria adquirió inicialmente varias decenas de vagones de pasajeros y mercancías de fabricación belga, así como cuatro locomotoras de vapor producidas por la factoría Kraus de Múnich. La explotación de la línea solía dejar frecuentes déficits económicos, situación que se vio agravada con los años por la competencia del automóvil y del tranvía eléctrico de Cuart de Poblet a Manises, que entró en servicio en 1925.
En 1940, debido a la pésima situación financiera en que se encontraba la línea, la compañía «Norte» asumió la explotación de la misma. Debido a ello, a partir de ese momento los servicios de viajeros comenzaron a salir desde la estación de Valencia-Término. En 1941, tras la nacionalización del ferrocarril de ancho ibérico—, la línea pasó a integrarse en la recién creada Red Nacional de los Ferrocarriles Españoles (RENFE). Las antiguas instalaciones de Valencia-Cuarte continuarían siendo utilizadas como depósito y apartadero de material hasta la clausura de este en 1946, siendo derribado el edificio de viajeros en 1952.
Bajo RENFE comenzó a introducirse la tracción diésel en la línea de la mano de los ferrobuses, que sustituyeron a los antiguos trenes mixtos tirados por locomotoras de vapor. Las devastadoras inundaciones de 1957 afectaron seriamente a la línea, al punto de que la circulación ferroviaria entre Villamarchante y Liria quedó interrumpida durante siete años hasta que se logró restablecer el servicio.
Durante la década de 1960 se practicaron diversas obras de reforma en la línea. En 1968 entró en servicio una nueva variante debido a la realización del llamado «Plan Sur», que supuso varios cambios: la eliminación de numerosos pasos a nivel y la modificación de parte del trazado original —hasta el punto kilométrico 3,4—, así como la eliminación de la histórica estación de Mislata —situada originalmente en el punto kilométrico 2,2— y la construcción de la nueva estación de Vara de Quart. Aunque considerada por RENFE como un ramal de carácter secundario, para 1981 la línea tuvo un tráfico anual de 1.037.000 viajeros y 13 trenes al día en ambos sentidos; a esto también se suma el tráfico de mercancías procedente de las estaciones de Vara de Quart, Cuart de Poblet y Manises.

### Decadencia y desmantelamiento parcial
En 1984 el Ministerio de Fomento acordó el cierre de las líneas férreas más deficitarias. El 1 de enero de 1985 fue clausurado al servicio de viajeros el tramo comprendido entre las estaciones de Ribarroja de Turia y Liria por el hecho de que era altamente deficitario. Aunque el trazado todavía se mantuvo abierto al tráfico de mercancías, esta sección acabaría siendo desmantelada en 1998. El resto de la línea no solo se mantuvo operativo, sino que en 1992 se integró en la red de Cercanías Valencia, convirtiéndose en la línea C-4. En el año 2004 se llegó a un acuerdo entre el Ministerio de Fomento y la Generalidad Valenciana por el cual la explotación del tramo Ribarroja del Turia-Valencia pasaría a asumirse por la línea 5 de Metrovalencia. Como consecuencia, en el año 2005 fue interrumpida la circulación en el tramo entre Cuart de Poblet y Ribarroja del Turia con motivo de las obras del metro, desmantelándose también la vía. La línea C-4 pasó a circular entre las estaciones de Valencia-Norte y Cuart de Poblet.

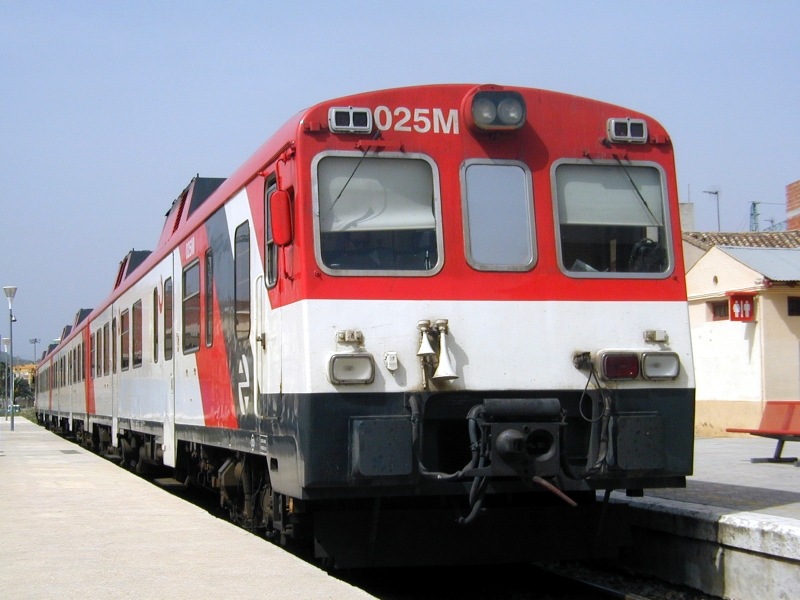
Un automotor de la Serie 592 de Renfe estacionado en Ribarroja de Turia, en una imagen de 2004.

Desde enero de 2005 el ente Adif es el titular de las infraestructuras ferroviarias, mientras que Renfe Operadora explota la línea. Con posterioridad, en 2008 también serían elminados los tramos Cuart de Poblet-Chirivella y Vara de Quart-Valencia, este último debido a la llegada de la Alta Velocidad a la capital valenciana y las obras de adecuación que se llevaron a cabo. La estación de Vara de Quart también fue clausurada al tráfico y sus funciones acabarían siendo asumiadas por la nueva estación de Valencia-San Isidro. Por último, el 3 de abril de 2020 se clausuró el último tramo que quedaba operativo, entre Chirivella y Valencia-San Isidro.